# كاسي ييتس
كاسي ييتس (بالإنجليزية: Cassie Yates)‏ هي ممثلة أمريكية، ولدت في 2 مارس 1951 في ماكون في الولايات المتحدة.

## وصلات خارجية
- كاسي ييتس على موقع IMDb (الإنجليزية)
- كاسي ييتس على موقع أول موفي (الإنجليزية)
- كاسي ييتس على موقع قاعدة بيانات الأفلام السويدية (السويدية)
- كاسي ييتس على موقع إن إن دي بي (الإنجليزية)
- كاسي ييتس على موقع قاعدة بيانات الفيلم (الإنجليزية)